# Dioscorea adenantha
Dioscorea adenantha är en enhjärtbladig växtart som beskrevs av Edwin Burton Uline. Dioscorea adenantha ingår i släktet Dioscorea och familjen Dioscoreaceae. Inga underarter finns listade i Catalogue of Life.